# Physalaemus crombiei
Physalaemus crombiei es una especie de ránidos de la familia Leptodactylidae.

## Distribución geográfica
Es  endémica de Brasil. 

## Estado de conservación
Se encuentra amenazada de extinción por la pérdida de su hábitat natural.